# Herbert Ludwig
Herbert Karl Ludwig (* Ende Juli/Anfang August 1938 in G. bei Stralsund), Deckname Jürgen Detlef Kindt, war ein deutscher Agent, Oberstleutnant der Militärischen Aufklärung der Nationalen Volksarmee und von 1972 bis 1990 Angehöriger des Rechenzentrum der Bundeswehr (RzBw) Bad Neuenahr.

## Leben

### Ausbildung und erste Tätigkeiten
Ludwig wuchs in der Deutschen Demokratischen Republik (DDR) auf. Seinen Vater und seinen Bruder hatte er im Zweiten Weltkrieg verloren; seine Mutter verstarb 1959. Er besuchte die Oberschule und absolvierte ein vierjähriges Studium der Ökonomie in Ost-Berlin. Anschließend wurde er Sachbearbeiter in der Abteilung Finanzen beim Rat des Kreises Bernau. 1962 wechselte er in vergleichbarer Stellung zum Rat des Bezirks Frankfurt (Oder).

### Beginn nachrichtendienstlicher Tätigkeit
In Frankfurt (Oder) wurde die Militärische Aufklärung der Nationalen Volksarmee (NVA) auf Ludwig aufmerksam. Nachdem er 1964 ausgeforscht worden war, wurde er 1965 für eine nachrichtendienstliche Tätigkeit angesprochen. Ludwig fühlte sich der DDR gegenüber verbunden und loyal, weil sie ihn in ihrer Jugendorganisationen betreut und ihn als Arbeiterkind eine kostenlose und umfassende Ausbildung hatte zukommen lassen. Daher willigte er ein. Er wurde förmlich verpflichtet, in die Nationale Volksarmee als Hauptmann eingestellt, auf einen Einsatz im nicht-sozialistischen Ausland (Operationsgebiet) vorbereitet und nachrichtendienstlich ausgebildet, unter anderem im zweiseitigen Funkverkehr, Geheimschreibverfahren, Observation, Dokumentenfotografie und Treff-Abwicklung.
Im März 1966 siedelte Jürgen Detlef Kindt von West-Berlin aus persönlichen Gründen in die DDR über. Dieser ähnelte Ludwig äußerlich und war nur sechzehn Monate älter. Die Militärische Aufklärung der NVA beschloss, dass er als Legenden-Spender für Ludwig dienen sollte. Im Mai 1966 meldete sich Ludwig unter Jürgen Detlef Kind beim Einwohnermeldeamt der Stadt Hamburg an, unter dessen Identität er bis 1990 in der Bundesrepublik lebte. Er wurde zum sogenannten Spezialkader, einem Mitarbeiter der Militärischen Aufklärung, der längerfristig im Operationsgebiet eingesetzt ist. Sein Vorgang wurde unter der Bezeichnung Vehn geführt.

### Lufthansa
Im Herbst 1966 wurde Ludwig bei der Lufthansa in der Abteilung für Rechnungsprüfung eingestellt und beschäftigte sich alsbald mit elektronischer Datenverarbeitung (EDV). 1971 zog er nach Rüsselsheim, um im neu errichteten Datenverarbeitungsbetrieb der Lufthansa in Frankfurt am Main zu arbeiten. Die Tätigkeit bei der Lufthansa lieferte nur wenig für die DDR relevante Informationen. Die Planung der Militärischen Aufklärung der NVA sah vor, dass Ludwig alias Kindt eine illegale Residentur in Belgien für die NATO errichten sollte. Dies scheitere jedoch an Ludwigs Kontaktschwierigkeiten/-scheu. Seine Führungsstelle erwog den Rückzug des Spezialkaders. Vorher sollte er sich aber noch um eine Anstellung bei der Bundeswehr bemühen, was gelang.

### Bundeswehr
Am 1. Oktober 1972 begann Ludwig eine Tätigkeit bei der Dienststelle für maschinelles Berichtswesen Bad Neuenahr, die 1974 in Rechenzentrum der Bundeswehr Bad Neuenahr umbenannt wurde. Dort wurden für das Materialamt des Heeres, welche sich ab 1973 einen Liegenschaft teilten, sämtliche Informationen der Logistik des Heeres wie Anzahl und Lagerplätze von Gerät, Ersatzteilen, Betriebsmitteln und Munition verarbeitet. Auch geplante Neubeschaffungen waren fünf bis zehn Jahre vor Beginn der Einführung im System erfasst.
Zunächst war Ludwig im Rechenzentrum als Programmierer tätig. Er bildete sich im Bereich EDV fort, sodass er am 1. Februar 1976 zum Programmiergruppenleiter, am 1. Mai 1980 zum Systemprogrammierer und zuletzt am 1. August 1985 zum Systemtechniker aufsteigen konnte. Er war sowohl Systemverwalter als auch Sicherheitsadministrator. Seine Aufgabe war die Bereitstellung, Implementierung, Überwachung (Fehleranalyse- und Beseitigung) und Optimierung der eingesetzten Software. Dazu hatte er Zugang auf alle gespeicherten Programme und Daten, auch nachdem 1985 eine umfassende Protokollierung des Zugriffs auf alle Daten eingeführt wurde.
1972 und 1975 verpflichtete sich Ludwig schriftlich zur Wahrung der Dienstgeheimnisse und Verschlusssachen. Mehrere Sicherheitsüberprüfungen durch den Militärischen Abschirmdienst überstand Ludwig trotz seiner Falschidentität als Jürgen Kindt.
Führungsoffizier von Ludwig war von 1971 bis 1990  Idmar Biereigel, Fregattenkapitän der NVA und Angehöriger der Militärischen Aufklärung. 1978 hatte dieser einen Führungstreff mit Ludwig in Salzburg, wo sich beide erstmals persönlich begegneten. Weitere Führungstreffs zwischen beiden waren 1980 in Graz, 1982 in Stockholm, 1988 in Bad Neuenahr und 1989 in Bad Schussenried. Einen zusätzlichen Führungstreff nahm Ludwig mit einem Oberst 1984 in Finnland wahr.
Ab 1974 kopierte Ludwig Datensätze auf leere Magnetbänder und übergab diese unpersönlich in Aktentaschen, die er in Schließfächern in Bahnhöfen deponierte. Abgeholt wurden diese von den Kurieren Peter H. (Deckname Zahl), Jürgen S. (Deckname Zeuge), Eckhardt Sch. (Deckname Zapke) und Klaus K. (Deckname Posaune).
Aufgrund einer Frauenbekanntschaft brach in den 1980er Jahren die Verbindung zu Ludwig mehrere Monate ab. Deshalb musste Führungsoffizier Biereigel beim Chef der Aufklärung, Alfred Krause, zur Sache vortragen. Es wurde entschieden, einen weiteren Spezialkader ins Operationsgebiet als illegalen Residenten zu entsenden, um einen möglichen Verlust der sehr wertvollen Quelle durch straffere Führung vorzubeugen. Die Wahl fiel auf den 25-jährigen Oberleutnant Dietrich W. (Deckname Zille), der bereits für Ludwig als Kurier tätig gewesen war. Er meldete sich unter der Falschidentität Rainer Grube in Koblenz an, begann zur Legendierung an der Hochschule Koblenz ein Studium der Volkswirtschaftslehre und arbeitete nebenbei an einer Tankstelle. Langfristig war vorgesehen, ihn im Bundesamt für Wehrtechnik und Beschaffung zu platzieren. Im September 1986 nahm Grube Verbindung zu Ludwig auf und sollte ab dann das Verratsmaterial entgegennehmen und weiterleiten. Etwa einmal im Monat trafen sie sich zur Instruktion, etwas vierteljährlich zur Materialübergabe.
Anfangs waren die von Ludwig übergebenen Dateien und Magnetbänder für die DDR nicht auswertbar. Deshalb lieferte Ludwig das Handbuch Datenelemente Logistik und Satzgliederungen der wichtigsten Grunddateien. Die Militärische Aufklärung zog technische Hilfe vom Rechenzentrum der NVA und dem Außenhandelszentrum der DDR hinzu. Er übermittelte Dateiverzeichnisse, anhand deren die gewünschten Dateien ausgewählt wurden, die er abarbeitete. Von 1981 bis 1989 lieferte er, neben zahlreichen anderen Dateien, einmal jährlich den Dienststellenindex mit 6.000 Anschriften aller Heeres-Truppenteile und Instandsetzungsfirmen, das Truppenkonto Soll/Ist mit 500.000 Datensätzen zum Ausrüstungsstand dieser Truppenteile an Waffen, Munition und Gerät sowie den Bedarf der nächsten fünf Jahre, den Konsolidierten Depotbestand mit 2,5 Millionen Datensätzen des Bestandes von mehr als 100 Heeresdepots sowie Vorräten für den Verteidigungsfall, und die Nationale Auftragsdatei über Umfang und Stand der in Beschaffung befindlichen Wehrmaterials.
1988 fragte Ludwig bei der Militärischen Aufklärung der NVA an, ob er aufgrund einer Erkrankung einen Antrag bei der Bundeswehr auf vorzeitigen Ruhestand stellen dürfe. Aufgrund der Wichtigkeit seiner Informationen lehnte die Militärische Aufklärung ab.
Alle von Ludwig beschafften Dateien wurden in Kopie an den sowjetischen Militärgeheimdienst Glawnoje Raswedywatelnoje Uprawlenije (GRU) weitergeleitet. Dieser bedankte sich regelmäßig zum Jahresende für die Überlassung wertvoller hochwertiger Informationen. Die Militärische Aufklärung der NVA bewertete Ludwigs Meldungen überwiegend mit außergewöhnlich wertvoll oder wertvoll.

### Strafverfahren
Am 20. April 1990 wurde Ludwig vorläufig festgenommen. Was genau zu seiner Enttarnung führte, ist unbekannt. Vermutungen richten sich gegen den Überläufer Eberhard Lehmann. Am 28. August 1992 erhob der Generalbundesanwalt beim Bundesgerichtshof Anklage. Ludwig wurde im Juni 1993 vom Oberlandesgericht Koblenz wegen Landesverrats zu fünf Jahren Freiheitsstrafe verurteilt sowie einem Vermögensverfall von 100.000 Deutsche Mark. Das Urteil wurde am 6. Januar 1994 rechtskräftig.

## Bewertung
Durch Ludwigs Verrat soll dem Warschauer Pakt die „letzte vorhandene oder vorgesehene Schraube“ des Heeres der Bundeswehr bekannt gewesen sein. Er lieferte ein umfassendes Bild über Schlagkraft und Durchhaltefähigkeit des Heeres sowie zur Leistungsfähigkeit aller, auch zukünftiger, Waffensysteme. Die Daten waren als Staatsgeheimnis zu bewerten und hätten geheim gehalten werden müssen, um einen schweren Nachteil für die äußere Sicherheit der Bundesrepublik Deutschland abzuwenden.
Der Chef der Aufklärung Alfred Krause bezeichnete Ludwig gegenüber dem Bundeskriminalamt 1993 als „Spitzenquelle“, für manche gilt er als die beste Quelle der Militärischen Aufklärung der NVA.
Der Fall Ludwig zeigt auch, dass die Methode der Übersiedlung professioneller Agenten, wie bei Johanna Olbrich, erfolgreich sein konnte. Durch die Operation Anmeldung des Bundesamtes für Verfassungsschutz, die der Aufdeckung solcher Übersiedler diente, wurde Ludwig nicht enttarnt.

## Auszeichnungen
Ludwig erhielt allein ab 1982 folgende DDR-Auszeichnungen:
- Medaille für treue Dienste in der Nationalen Volksarmee in Silber (1. März 1984)
- Vaterländischer Verdienstorden in Bronze (7. Oktober 1984)
- Jubiläumsmedaille „30 Jahre Nationale Volksarmee“ (1. März 1986)
- Vaterländischer Verdienstorden in Gold (7. Oktober 1987)
- Medaille für treue Dienste in der Nationalen Volksarmee in Gold (1. März 1989)
- Kampforden „Für Verdienste um Volk und Vaterland“ in Silber (1. März 1990)